# Schattdorf
Schattdorf é uma comuna da Suíça, no Cantão Uri, com cerca de 4.874 habitantes. Estende-se por uma área de 16,27 km², de densidade populacional de 300 hab/km². Confina com as seguintes comunas: Attinghausen, Bürglen, Erstfeld, Silenen, Spiringen, Unterschächen.
A língua oficial nesta comuna é o Alemão.